# Monasterio de Santa María la Real (Vileña)

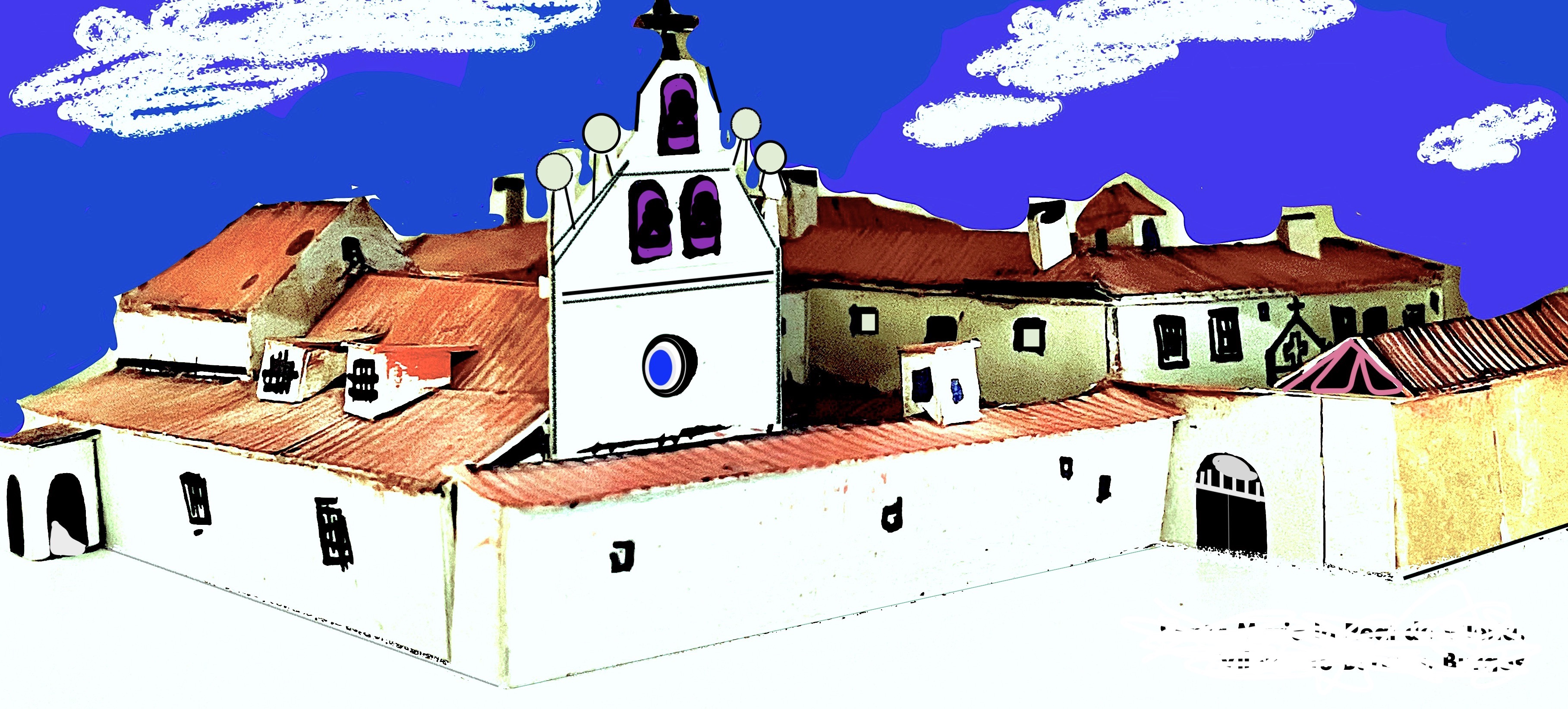
Recreación del Monasterio de Vileña

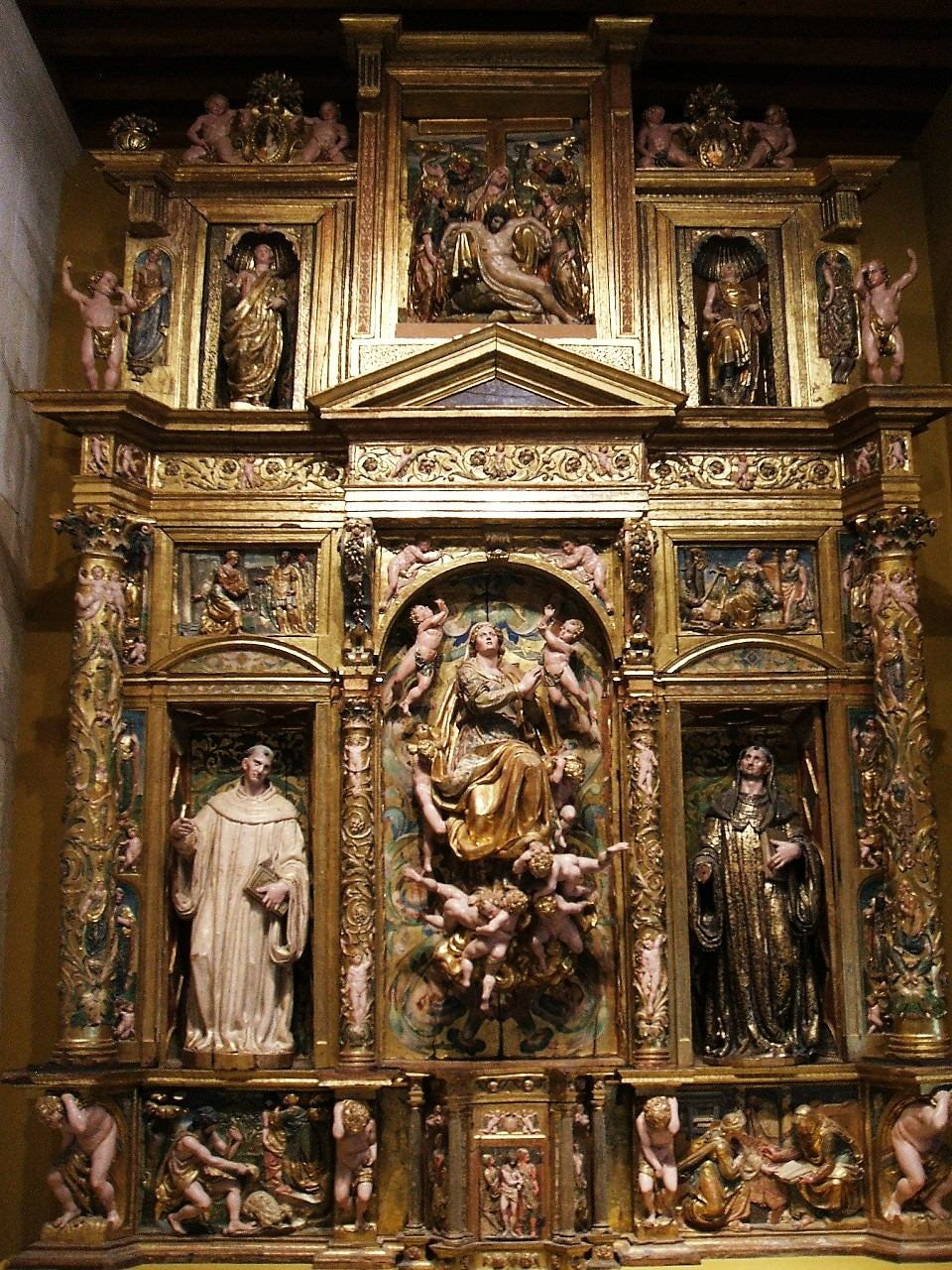
Retablo de la Asunción, de Pedro López de Gámiz

El monasterio de Santa María la Real de Vileña fue fundado por la reina Urraca López de Haro, viuda del rey Fernando II de León, e incorporado a la Orden del Císter como abadía hija del monasterio de Santa María la Real de las Huelgas el 14 de abril de 1222. El antiguo monasterio, que se encuentra en ruinas, estuvo ubicado en la villa de Vileña, en la Bureba, (Burgos).

## Historia
Para su fundación, se realizaron varios trueques de propiedades con los monjes del monasterio de San Salvador de Oña,  a los que se sumaron compras realizadas por la reina Urraca, así como donaciones. En 1190, el rey Alfonso VIII de Castilla cedió a Urraca varias villas, entre ellas Vileña, La Vid, Villaprovedo en Palencia, heredades en Vesga y montes de Petralta. Aunque su fundación aún no se había formalizado, consta que el monasterio ya existía en 1207, cuando se confirmó una donación de la condesa Aldonza, madre de la reina Urraca, en presencia de las monjas del monasterio.
En 1213, el conde Álvaro Núñez de Lara, que estaba casado con una sobrina de la reina llamada Urraca Díaz de Haro, entregó a la fundadora varias propiedades que había adquirido en La Bureba, localizadas en Santa María Ribarredonda y en los montes de Petralata, así como un pozo de salmuera en Poza de la Sal, todo para la obra del monasterio. El 14 de abril de 1222, el monasterio quedó incorporado formalmente a la orden de Císter y sometido al monasterio de Las Huelgas en Burgos. En ese mismo día, se nombró a la primera abadesa, Elvira García, en presencia de los abades de los monasterios cistercienses de Bujedo, Herrera e Iranzu y el obispo Mauricio de Burgos, así como los abades del monasterio de Oña y de Salas. En 1224, la reina viuda traspasó todo al rey Fernando III de Castilla quien, a su vez, lo reintegró a las monjas de Vileña y confirmó al monasterio todas las donaciones realizadas por su fundadora. Al mismo tiempo, el rey puso el monasterio bajo su protección y le concedió varios privilegios.
Las monjas del monasterio fueron, al principio, miembros de la nobleza comarcal, ya que las hijas de la más alta nobleza ingresaban en el monasterio de Las Huelgas en Burgos. Entre las familias más representativas se encontraban los Zúñiga, Torquemada, Medrano y los Rojas. Estos últimos convirtieron el monasterio en una especie de convento familiar, ya que fue regido y dotado casi exclusivamente por esta familia. Varios miembros de este linaje, tales como Sancho Sánchez de Rojas, su hijo Diego Sánchez de Rojas, así como varias monjas y abadesas, eligieron sepultura en el monasterio. Una de las abadesas fue Elvira de Rojas Bonifaz (entre 1312 y 1335), nieta del célebre almirante Ramón Bonifaz.
Alcanzó el monasterio su máximo esplendor en el siglo XVI. De esa época data el retablo de la Asunción, obra de Pedro López de Gámiz. Después de un incendio en mayo de 1970 que destruyó el monasterio, las monjas se trasladaron a un nuevo edificio en la localidad de Villarcayo. Ahí, en un museo dentro del convento de nueva construcción, se guardaron varios sepulcros, incluyendo el de la fundadora, de varios miembros de la familia Rojas y de algunas abadesas, así como ornamentos y esculturas. La mayoría de estas obras se exhiben en el Museo de Burgos, así como en el Museo del Retablo en dicha ciudad, puesto que el monasterio en Villarcayo cerró sus puertas cuando se marcharon las tres últimas monjas que ahí residían.

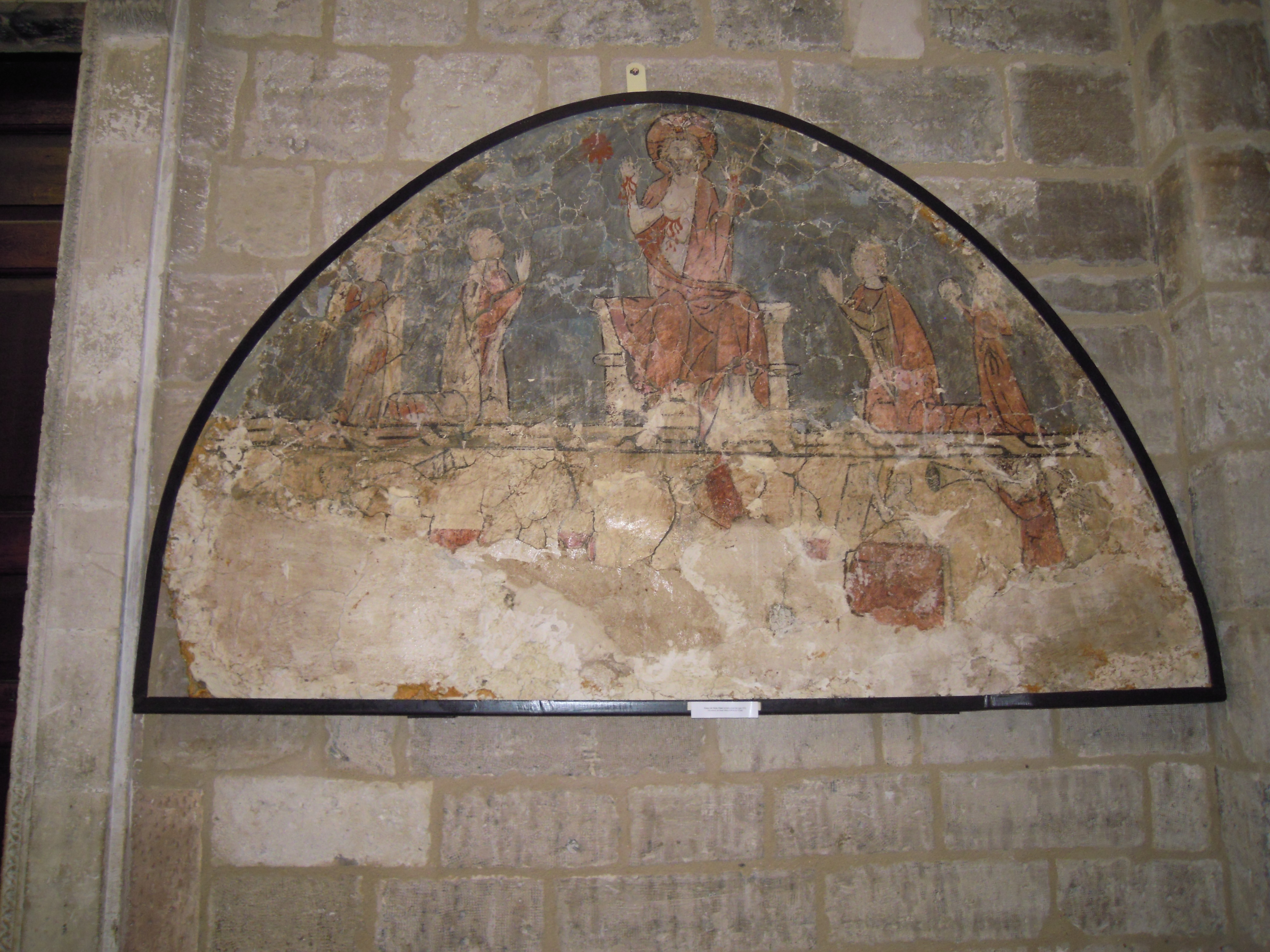
Fresco del Juicio Final, principios del siglo XIII
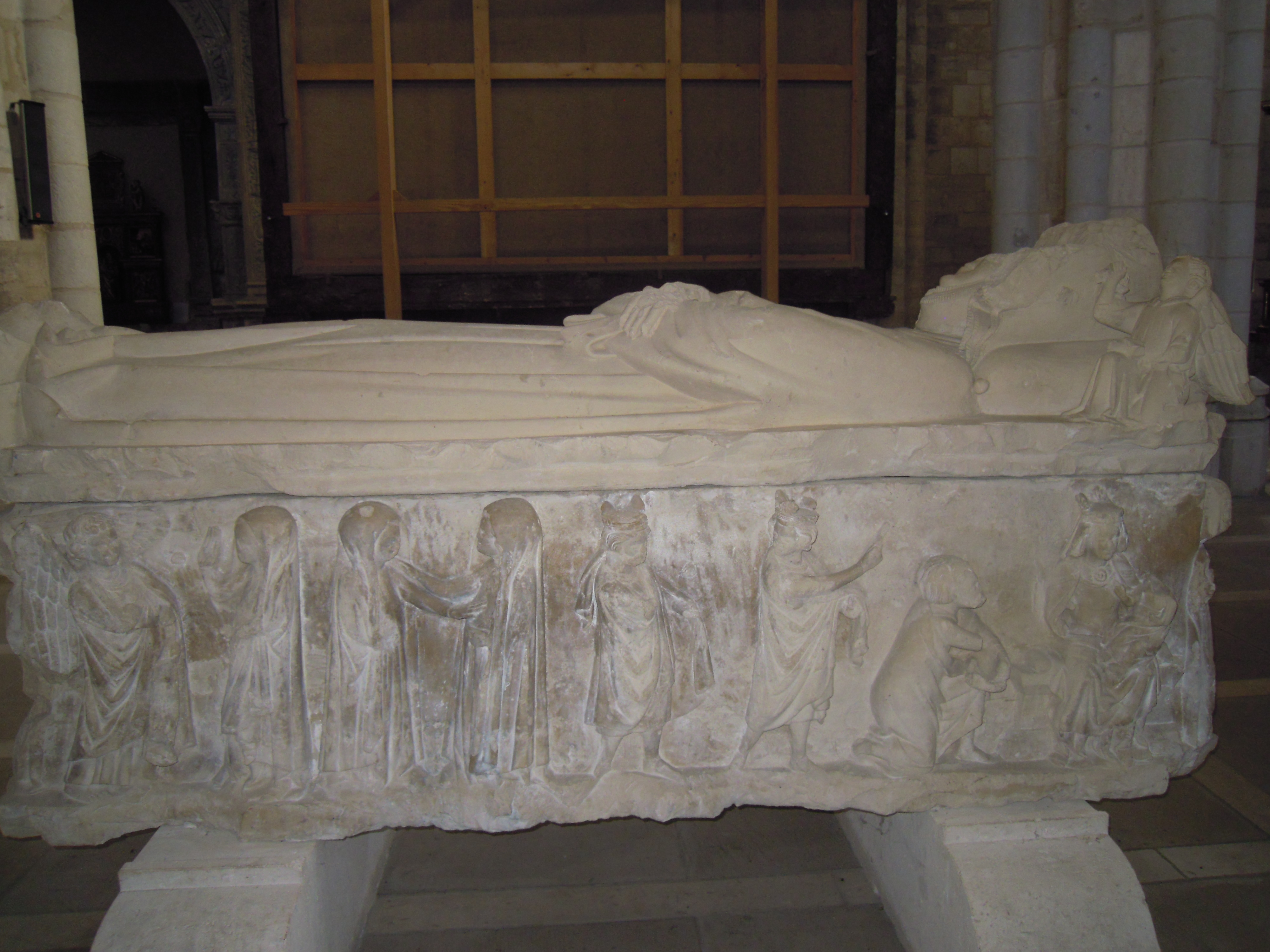
Sepulcro de la reina Urraca López de Haro
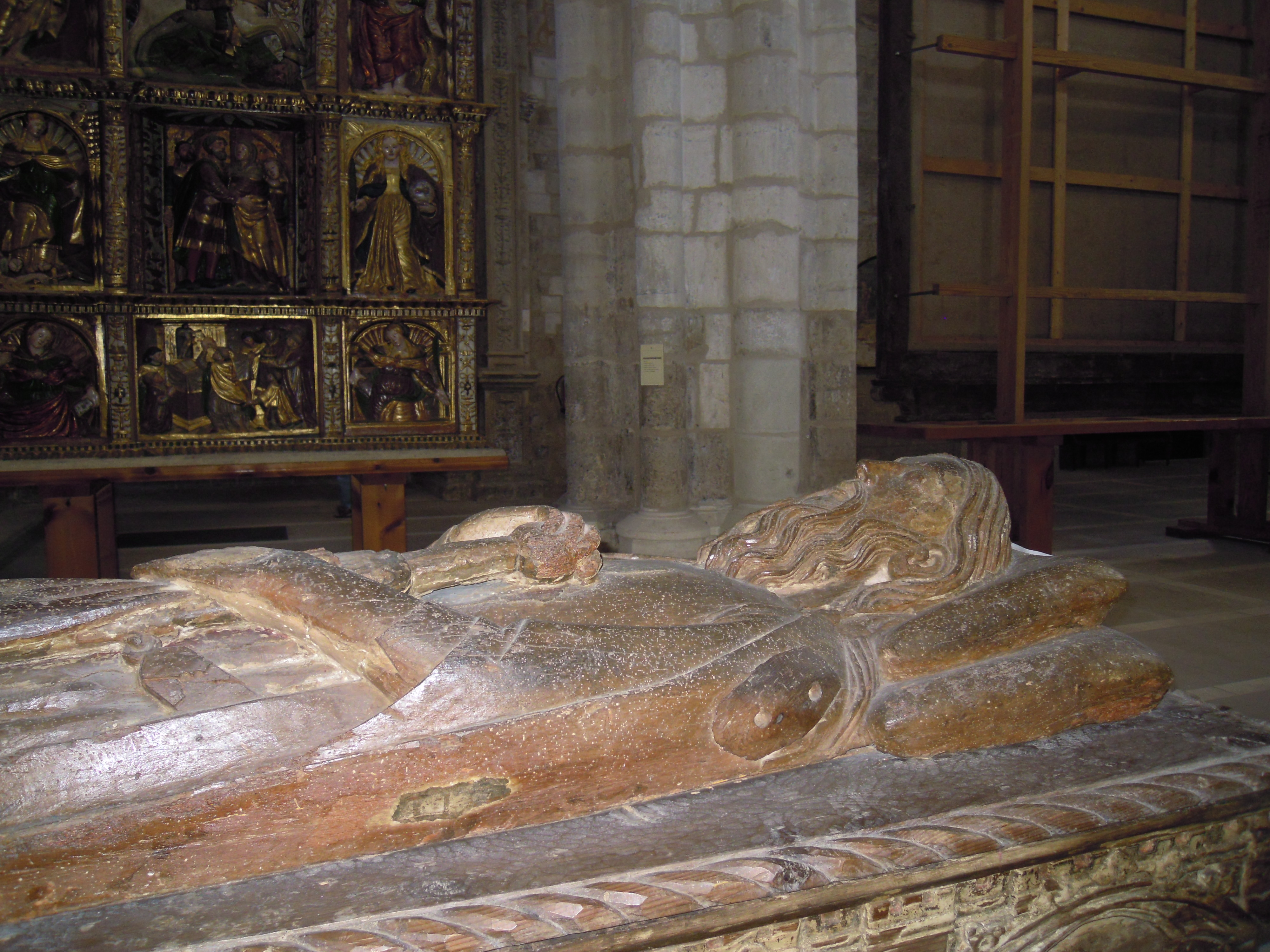
Sepulcro de Sancho Sánchez de Rojas en madera policromada
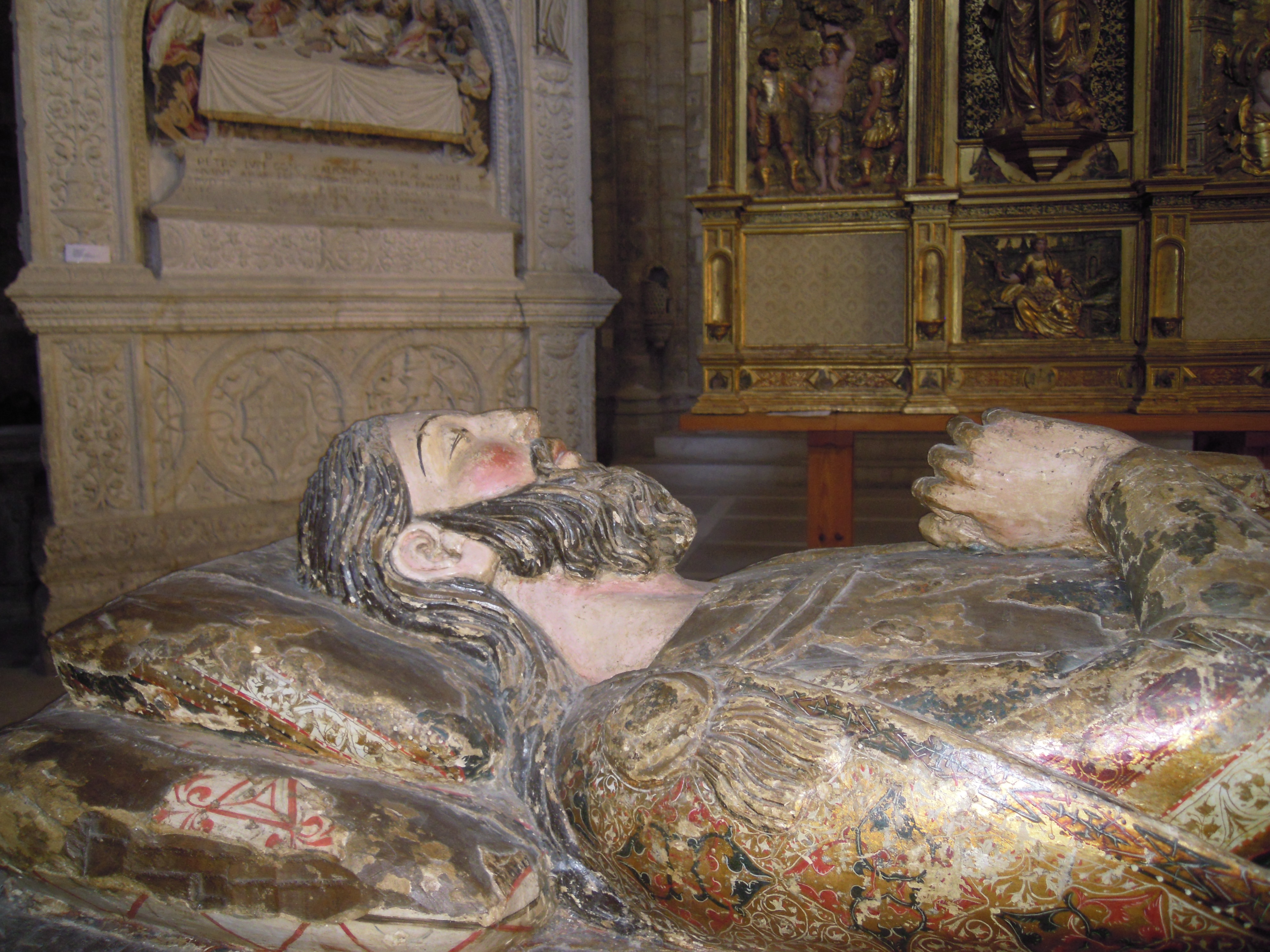
Sepulcro de Diego Sánchez de Rojas, hijo de Sancho, en madera policromada
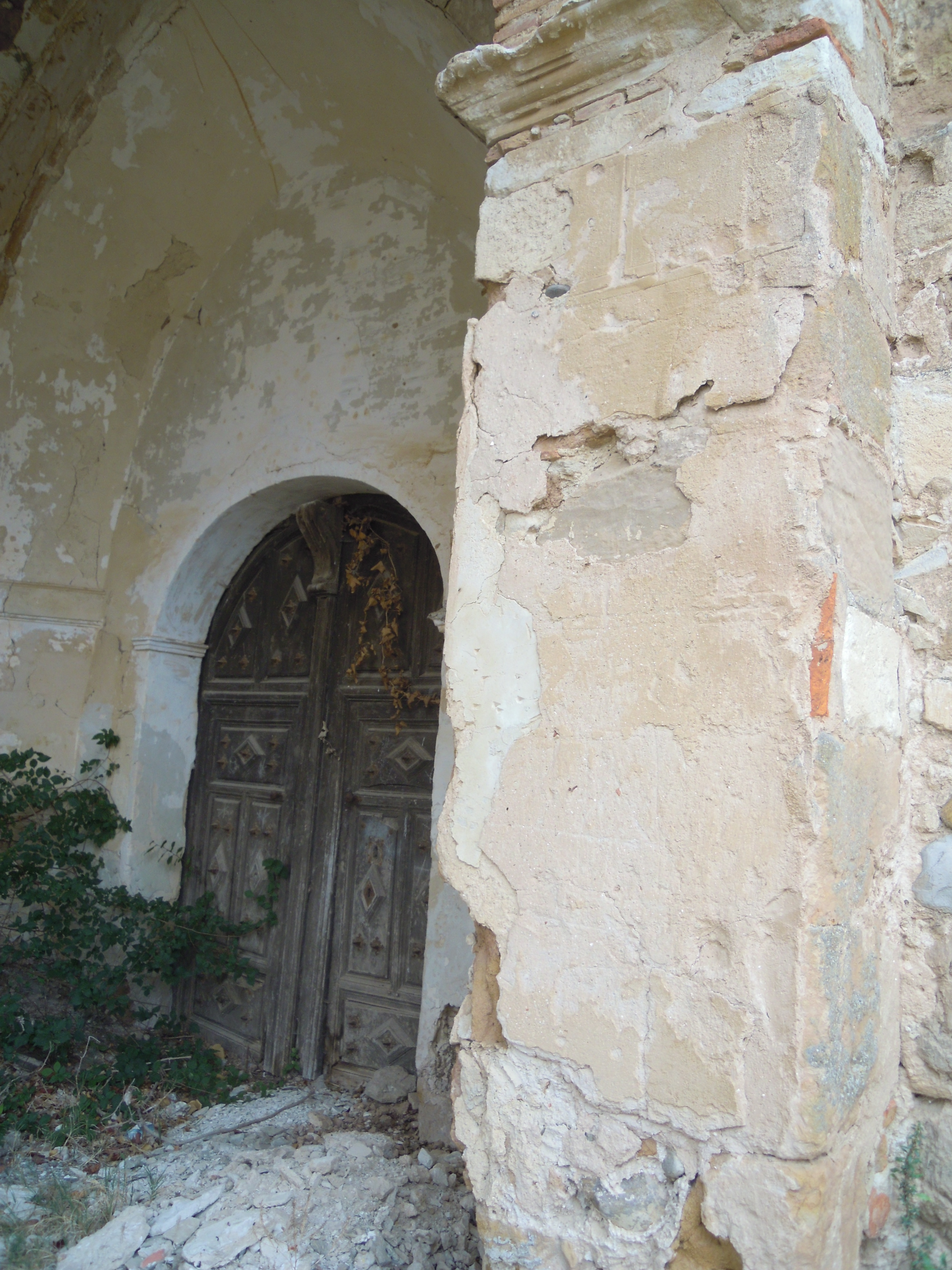
Ruinas del monasterio